# القوة الصناعية للإمارات
القوة الصناعية للإمارات يشكل القطاع الصناعي أحد أهم مكونات الاقتصاد في الإمارات، ويحافظ هذا القطاع على وتيرة نمو عالية تتعزز باطراد مع توجه الدولة نحو إقامة المناطق الصناعية المتخصصة، وتوفير وجذب الاستثمارات الخارجية إليها، واستقدام التكنولوجيا الحديثة التي ترفد هذا القطاع بعوامل التنافسية مع القطاعات الصناعية العالمية.ومن أهم عوامل ازدهار القطاع الصناعي في الإمارات :الاستقرار الاقتصادي و الموقع الاستراتيجي والاحتياطيات المالية القوية وصناديق الثروة السيادية الكبيرة وحجم الإنفاق الحكومي
ويلعب القطاع الصناعي دوراً كبيراً في نمو الناتج المحلي الإجمالي للدولة، حيث يعتبر ثاني أكبر مساهم في الناتج المحلي القومي بعد قطاع النفط والغاز.
وتمتلك الإمارات العديد من المميزات والقدرات التي تمكنها من دفع هذا القطاع إلى موقع منافس على المستويين الإقليمي والدولي حيث جاءت في المرتبة الـ30 عالمياً في التنافسية الصناعية، كما جاءت الأولى إقليمياً والـ11 عالمياً في مؤشر الجودة الصادر عن منظمة الأمم المتحدة للتنمية الصناعية.
وما زال القطاع الصناعي في الدولة يحافظ على نسبة مساهمته في الناتج الإجمالي المحلي، والتي تصل إلى أكثر من 10%، وهي نسبة مرشحة للزيادة خلال السنوات القادمة، نظراً لوصول بعض القطاعات الاقتصادية إلى مستويات تحقيق الأهداف، وتوقّع تحول المزيد من الاستثمارات إلى القطاع الصناعي بأنشطته المتنوعة، والتي أظهرت تطوراً وزيادات مهمة ومستقرة خلال الفترة الماضية.
وقد وصل إجمالي عدد المنشآت الصناعية في نهاية عام 2010، بحسب أحدث الإحصاءات المتوفرة عن القطاع الصناعي، إلى ما يقارب 4960 منشأة، بنسبة زيادة إجمالية 63%، وبمتوسط زيادة سنوية تقدر بنحو 53. 8% بالمقارنة بعام 2004، حيث كان عددها وقتها 3036 منشأة، حيث شهد هذا العدد نمواً بواقع 1924 منشأة.
وفي عام 2018 بلغ عدد المنشآت الصناعية في الدولة 12 ألفاً و633 منشأة، منها 4229 منشأة في دبي، وفي أبوظبي 1319 منشأة، وفي الشارقة 1836، والبقية تتوزع في إمارات الدولة الأخرى.
ومن أهم الصناعات في الإمارات صناعة النفط والغاز و الصناعات التحويلية وتشمل إنتاج المعادن، الأغذية، والمنتجات البلاستيكية و الصناعات التكنولوجيةوتضم مجالات التكنولوجيا المتقدمة مثل الذكاء الاصطناعي والطباعة ثلاثية الأبعاد.

## صناعة الحديد
كما أولت الإمارات اهتماماً خاصاً بصناعة الحديد بإنشاء شركة (حديد الإمارات) في أبوظبي، والدخول سريعاً في توسعة المصنع ليواكب الطلب المتزايد على الحديد في الدولة وخارجها.
ودشن الشيخ هزاع بن زايد آل نهيان مستشار الأمن الوطني نائب رئيس المجلس التنفيذي لإمارة أبوظبي في عام 2012، المرحلة الثانية لتوسعة مصنع الحديد في مدينة أبوظبي الصناعية، مؤكداً أهمية القطاع الصناعي الذي يعتبر من أهم محركات النمو الاقتصادي المستقبلي لإمارة أبوظبي، ويسهم في تعزيز مكانة الدولة على خريطة اقتصاد العالم.
ويعتبر مشروع (حديد الإمارات) أكبر مجمع متكامل لصناعة الحديد في الدولة، وتبلغ الكلفة الإجمالية لمشروع توسعة المجمع (7) مليارات درهم (ما يعادل 5. 1 مليار دولار أميركي). وسترتفع الطاقة الإنتاجية للمصنع عند إنجاز هذا المشروع إلى 5. 3 ملايين طن متري سنوياً.

## صناعة الألومنيوم
إدراكاً من القيادة في الإمارات لأهمية الصناعة في الاقتصاد المحلي. أولت هذا القطاع اهتماما كبيرا من خلال البحث عن نقط القوة في الصناعة المحلية كرافعة أساسية للاقتصاد الوطني وعملت بشكل مباشر على تعزيز هذا الدور الذي تلعبه في زيادة دور الصناعة في الناتج الإجمالي للدولة من خلال تكوين «كيانات صناعية عملاقة» الأمر الذي برز واضحا في إنشاء شركة الإمارات لصناعة الألمنيوم.
فقد وقعت شركة المبادلة للتنمية (مبادلة) ومؤسسة دبي للاستثمارات الحكومية في 3 يونيو 2013 اتفاقية تهدف إلى توحيد أعمال شركتي الإمارات للألمنيوم (إيمال) ودبي للألمنيوم (دوبال)..تحت شركة جديدة مملوكة مناصفة لكل من (مبادلة) ومؤسسة دبي للاستثمارات الحكومية تسمى (شركة الإمارات العالمية للألمنيوم) وذلك في خطوة تهدف إلى تعزيز النمو المحلي والتوسع العالمي لأعمال الشركتين.
وتحتل شركة الإمارات العالمية للألمنيوم مرتبة ثالث أكبر شركة للألومنيوم في العالم خارج الصين بعد أن رفعت إنتاجها إلى 2.6 مليون طن من منتجات الألومنيوم التي  يتزايد عليها الطلب من 4 قطاعات في العالم تشهد نمواً غير مسبوق، وهي: قطاعات الطيران والإلكترونيات والسيارات والبناء والعلب والتغليف.

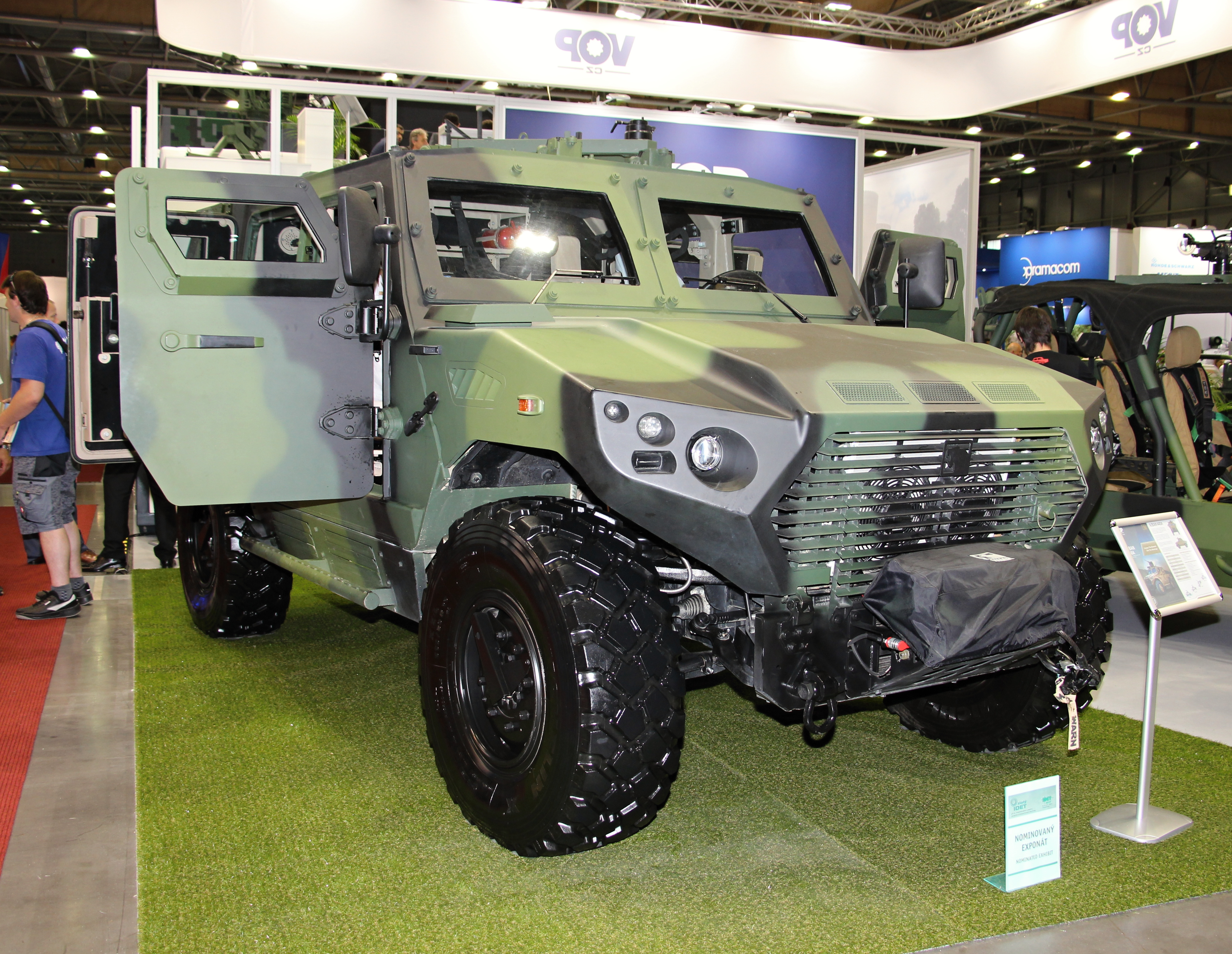
عجبان 440 أ من انتاج شركة الإمارات للصناعات العسكرية

## الصناعة العسكرية
حقّقت الصناعة العسكرية الإماراتية قفزة نوعية خلال السنوات الماضية، ما جعلها محطّ أنظار العديد من الدول، التي أبدت رغبتها بالحصول على منتجات عسكرية صنعت بالكامل في دولة الإمارات، بعضها بأيادٍ إماراتية بالكامل، وبعضها الآخر كثمرة شراكات إستراتيجية دولية.
ويأتي هذا التوجه الإماراتي في إطار مساعي الحكومة إلى خفض اعتمادها على واردات بعض أنواع الأسلحة.
.وتعتبر شركة الإمارات للصناعات العسكرية شركة متكاملة للتصنيع الدفاعي ويزيد عدد العاملين في مجموعتها عن عشرة آلاف من الكفاءات والخبرات في قطاع التصنيع الدفاعي يعملون في المجالات الصناعية الجوية والبرية والبحرية .

## الصناعات الفضائية
يحظى قطاع الصناعات الفضائية في دولة الإمارات العربية المتحدة بدعم رسمي وحكومي كبير بالإضافة لوجود الأسس القانونية والتشريعية التي تنظم عمل القطاع محلياً، كما يتميز قطاع الصناعات الفضائية ببنية تحتية متطورة ووجود العديد من مراكز الدراسات والأبحاث والتطوير مثل مركز محمد بن راشد للفضاء، وتوجد العديد من الاستثمارات الحكومية في المشاريع الفضائية التي من أهمها مسبار الأمل لاستكشاف المريخ، ومشروع الإمارات لاستكشاف القمر، بالإضافة إلى ارسال هزاع المنصوري أول رائد فضاء إماراتي إلى محطة الفضاء الدولية.

## صناعة الأغذية والمشروبات
يعد قطاع الصناعات الغذائية في الإمارات من القطاعات الهامة الداعمة للأمن الغذائي بالإضافة لدوره في زيادة الإنتاج المحلي ويحتل قطاع الصناعات الغذائية والمشروبات المركز الثالث من حيث عدد الشركات الصناعية العاملة، كما يتميز هذا القطاع بالتقنيات الحديثة المستخدمة فيه من حيث أنظمة التشغيل واستخدام الذكاء الاصطناعي، ومن أهم الصناعات الغذائية في الإمارات الألبان والأجبان والعصائر والمخبوزات والمعكرونة والزيوت والبسكويت ومنتجات اللحوم وغيرها.

## الصناعات الدوائية
تعدالصناعات الدوائية محركاً رئيساً للنمو الاقتصادي والتنويع الصناعي في الإمارات، حيث تستثمر الدولة في إنشاء مراكز بحثية ومصانع حديثة للأدوية، وتقدّم حوافز للمستثمرين الأجانب والمحليين في هذا المجال، مما يعزز مكانتهاإقليمياً ، ويجذب الاستثمارات الأجنبية المباشرة في هذا المجال.وقد بلغت قيمة الإنتاج في قطاع الأدوية بأبوظبي في 2021 نحو 284 مليون دولار.

###### الاستراتيجية الصناعية الدوائية
تسعى الاستراتيجية الصناعية إلى جعل أبوظبي مركزاً إقليمياً للابتكار في صناعة الأدوية الصيدلانية والمستحضرات وزيادة حجم القطاع التصنيعي إلى 172 مليار درهم، و الصادرات غير النفطية بنسبة 148% إلى 178.8 مليار درهم، و إيجاد 13 ألفاً و600 وظيفة بحلول عام 2031.  

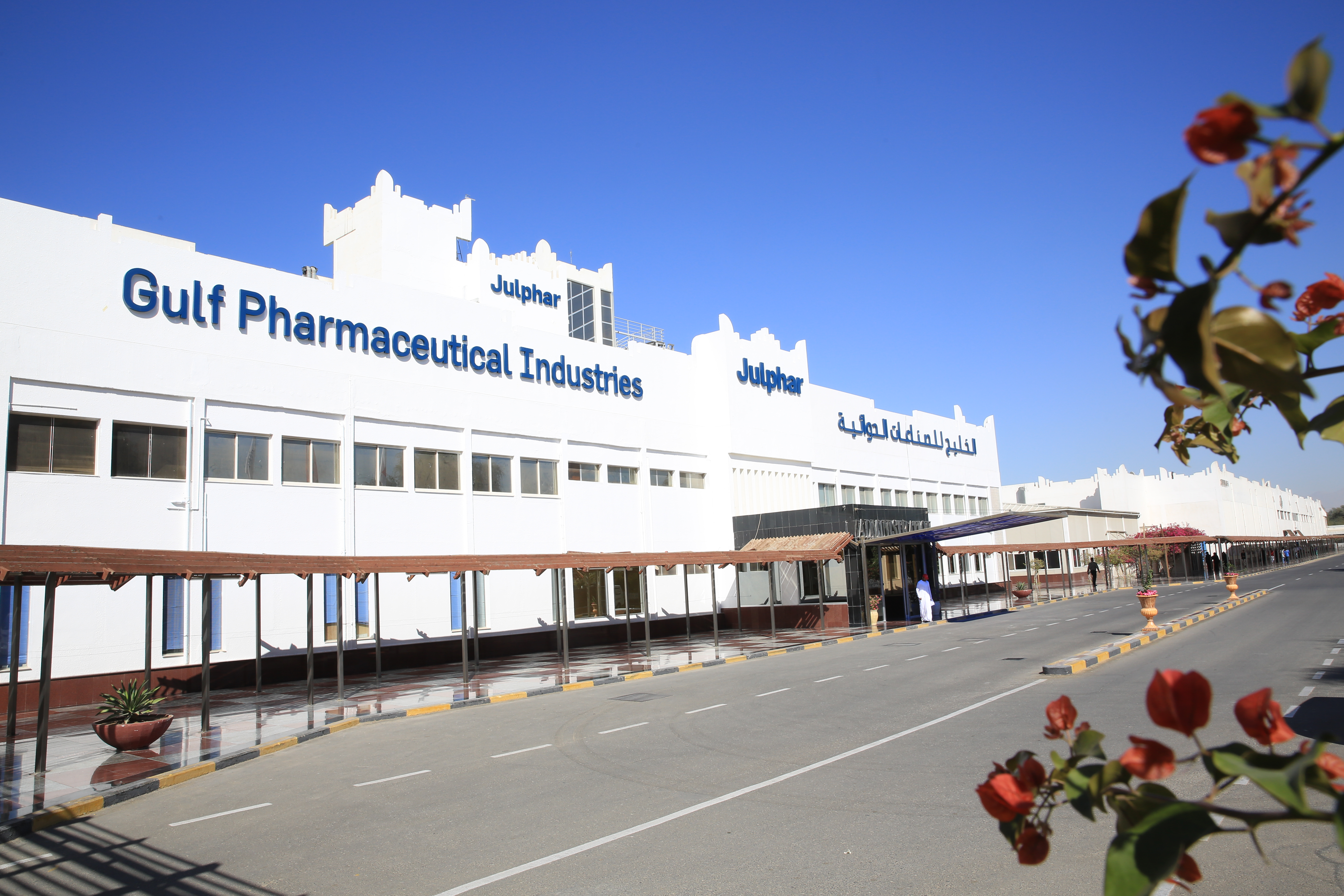
شركة الخليج للصناعات الدوائية (جلفار)

###### مصانع الأدوية في الإمارات
يفوق عدد مصانع الأدوية في الإمارات 35 مصنعاً تنتج أكثر من 2500 دواء منتج محلياً
ومن أهم المصانع:
- «أسترازينيكا»
- «بيجين»
- «فايزر»،
- «فيراكس بايولابز».
- شركة «جلوبال فارما» التي تمتلك ثلاثة مصانع
- شركة الخليج للصناعات الدوائية (جلفار) التي تنتج مليون علبة دواء يومياً وتمتلك 12 منشأة .
- نيو فارما:حازت الشركة على جائزة الشيخ محمد بن راشد آل مكتوم للتصنيع، بالإضافة إلى شهادة التميز الأوروبية للتصنيع
- دار الدواء العربية
- فارما لينك:توفر الأدوية والمنتجات الخاصةبالعناية بالعيون
- الحياة للأدوية
- لايف فارما:أول شركة إماراتية تصدّر الأدوية الى أميركا الشمالية

## صناعات الطيران
حققت صناعات الطيران في الإمارات تقدماً كبيراًوقدمت حلولاً وأنظمة ومنتجات وطنية تحمل شعار «صنع بفخر في الإمارات»، لتنافس بقوة نظيراتها في الأسواق العالمية.وقد أكد رئيس القوة الجوية في إيرباص للدفاع والفضاء،أن جميع طائرات إيرباص المنتجة حاليا مزودة بقطع صُنعت في الإمارات.
وفي 2025 أعلنت  شركة إيرباص عن  خطط لتصنيع أجزاء مجموعة كبيرة من طائرات A400M في الإمارات،إضافة لإنشاء مراكز صيانة وتجديد لطائرات A400M  و مركز للتدريب.
ومن أهم الشركات الإماراتية في هذا المجال:
- "إيدج"
- "إي بي آي"
- "ستراتا"
- شركة دبي لصناعات الطيران [16]
- شركة "مونارك لتصنيع الطائرات" [17]

## صناعة الأسمدة الكيماوية
سجل قطاع صناعة الأسمدة في دولة الإمارات نموا لافتاً وقد أكد تقرير صدر عن الاتحاد الخليجي للبتروكيماويات والكيماويات "جيبكا"  أن دولة الإمارات العربية المتحدة تعد ثالث أكبر منتج للأسمدة في منطقة الخليج العربي حيث وصلت طاقتها الإنتاجية إلى خمسة ملايين طن في عام2014.

## صناعة تخزين الطاقة المتجددة
تأتي صناعة تخزين الطاقة المتجددة لتدعم توجه دولة الإمارات نحو الاستدامة، حيث تحتاج مشاريع الطاقة الشمسية وطاقة الرياح إلى بطاريات كبيرة كما يبرز دورها  في دعم الصناعات المتقدمة ومنها: صناعة بطاريات «الليثيوم أيون» للسيارات الكهربائية  وفي الأجهزة الإلكترونية  وقد جذبت  الإمارات عدة استثمارات في قطاع «الليثيوم»، كما قامت بتطوير مشاريع صناعية محلية، حيث تخطط شركة بترول أبوظبي الوطنية «أدنوك» لاستخراج «الليثيوم» من المياه المالحة في حقولها النفطية،  وفي 2024 تم توقيع  اتفاقية لإنشاء مصنع متطور لمعالجة الليثيوم في منطقة خليفة الصناعية  بين  مناطق خليفة الاقتصادية ، وشركة تايتان ليثيوم، باستثمارات تبلغ 5 مليارات درهم، و على مساحة 290 ألف متر مربع، ما يعزز مكانة دولة الإمارات كقوة رئيسية في سوق معالجة الليثيوم على مستوى العالم.

## الصناعات الأخرى
تمكنت دولة الإمارات من أن تتصدرقائمة صناعات تجمع العراقة والعصرية من أبرزها، صناعة اليخوت والقوارب والسفن والتمور والحلويات والعطور والأثاث والمفروشات ومواد العناية الشخصية والتجميل،و الصناعات المتعلقة بقطاعات التعبئة والتغليف.وصناعة الكابلات النووية السلمية والزجاج الموفر للطاقة، و منتجات حليب النوق ومشتقات الألبان والشوكولاتة

## الصناعات الحديثة والمستقبلية
من أبرز الصناعات الحديثة والمستقبلية: 
1- صناعة المواد المركبة من ألياف الكربون
2- صناعة الروبوتات والسيارات ذاتية القيادة
3- صناعة التاكسي الطائر
4- صناعة طائرات «الدرونز» 

## المناطق الصناعية في الإمارات
تدير المؤسسة العليا للمناطق الاقتصادية المتخصصة في مختلف مدن أبوظبي، عدداً من المناطق الصناعية، وتشمل المناطق القائمة في الوقت الحالي مدينة أبوظبي الصناعية (ايكاد)، والتي تقع على بعد 30 كيلومتراً من قلب مدينة أبوظبي، ومدينة العين الصناعية التي تبعد عن مركز مدينة العين مسافة 20 كيلومتراً.
من المشاريع القائمة ضمن مشروع مدينة أبوظبي الصناعية، مدينة أبوظبي الصناعية الأولى (ايكاد-1)، المخصصة للصناعات الثقيلة والمتوسطة والصناعات الهندسية والتكميلية، ومدينة أبوظبي الصناعية الثانية (ايكاد-2)، المخصصة للصناعات الخفيفة والمتوسطة والصناعات الهندسية والتكميلية.. أما المشاريع المستقبلية ضمن مشروع مدينة أبوظبي الصناعية، فهي تشمل مدينة أبوظبي الصناعية الرابعة (ايكاد-4) المخصصة للصناعات التكنولوجية والصناعات الخفيفة، ومدينة أبوظبي الصناعية الخامسة المخصصة لصناعة السيارات.

### مدينة العين الصناعية (1-2)
تركز على الصناعات المتوسطة والخفيفة والصناعات التكميلية والهندسية.
وفي إطار سعيها الحثيث لتشجيع الصناعة في المدن البعيدة، مثل مدن المنطقة الغربية، تنفذ أبوظبي حالياً مشاريع تطوير المناطق الصناعية الجديدة والبنية التحتية الصناعية في المنطقة الغربية، ومن بينها المدينة الصناعية في الرويس، والمدينة الصناعية في مدينة زايد. وتركز المدينة الصناعية في الرويس التي ستمتد على مساحة 14 كيلومتراً مربعاً، على الصناعات الكيميائية والبتروكيميائية والصناعات البلاستيكية وصناعات الإسمنت وخدمات النفط والغاز ومواد البناء والخدمات اللوجيستية.. أما المدينة الصناعية في منطقة مدينة زايد، فستغطي مساحة 2. 5 كيلو مترات مربعة، وتستهدف خدمات النفط والغاز والصناعات الغذائية والخدمات اللوجيستية.

### منطقة مصفح الصناعية
تقع منطقة مصفح الصناعية على بعد 30 كيلو متراً من مركز مدينة أبوظبي، بالقرب من ميناء المصفح، وتديرها بلدية مدينة أبوظبي.. تمتد المنطقة على مساحة تبلغ 14 كيلو متراً مربعاً،وتضم المنطقة أكثر من 350 شركة صناعية يعمل لديها ما يزيد عن 30,000 موظف وتشمل ست مناطق صناعية متخصصة تعمل في أنشطة متنوعة. وذلك حسب التوزيع التالي: المنطقة 1: متخصصة في قطاع السيارات والآليات ومحلات قطع غيار السيارات.والمنطقة 2: متخصصة في قطاع الأغذية والنسيج والمشروبات، والمنطقة 3: متخصصة في قطاع الأعمال الهندسية والصناعات الخشبية والعشبية، والمنطقة 4: متخصصة في الصناعات الكيميائية والبلاستيكية والبتروكيماوية، والمنطقة 5: متخصصة في البناء والتشييد والمواد ذات الصلة، والمنطقة 6: متخصصة في الصناعات ذات التكنولوجيا المتقدمة.

### منطقة خليفة الصناعية
تعتبر منطقة خليفة الصناعية التي تطورها شركة أبوظبي للموانئ من المشاريع الهامة ضمن الرؤية الاقتصادية لإمارة أبوظبي 2030.. وتقع منطقة خليفة الصناعية ضمن ميناء خليفة الذي سيصبح الميناء التجاري الرئيس في أبوظبي.. يوفر المشروع شبكة واسعة من خطوط النقل البرية والبحرية والجوية وشبكة قطارات، ما يجعل الوصول إليه والخروج منه سهلاً.
أما القطاعات المستهدفة، فتشمل البتروكيماويات والصلب وصناعة الأدوية والعلوم الحيوية والمواد الكيميائية والتكنولوجيا الحيوية والمعادن والأغذية والمشروبات والخدمات اللوجستية والنقل. توفر منطقة خليفة الصناعية للمستثمرين عقود تأجير للأراضي لمدة 50 سنة قابلة للتجديد (عقد مساطحة)، ما يسمح لهم حق امتلاك كافة الأصول التي يطورونها ضمن قطعة الأراضي التي تخصص لهم.
وقد حصدت مدينة خليفة الصناعية،، عدة جوائز خاصة بالمناطق الحرة في العالم لعام 2020 من مجلة “إف دي آي” المملوكة من قبل مجموعة “فايننشال تايمز” البريطانية،ومنهاجائزة“أفضل منطقة حرة في الشرق الأوسط للشركات الكبيرة” تضم حالياً أكثر من 600 شركة من ضمنها بعض أكبر الشركات العالمية..

### مدينة دبي الصناعية
تعتبر مدينة دبي الصناعية، والتي تمتد على مساحة 55 كيلو متراً مربعاً (560 مليون قدم مربعة)، من أكبر المناطق الصناعية في إمارة دبي.. وأسست المدينة لتساعد في تنمية وتوسيع القطاع الصناعي في الدولة.. وتضم المدينة المتخصصة 6 مناطق صناعية، تشمل الأغذية والمشروبات والمعادن الأساسية والمنتجات المعدنية والكيماويات ومعدات النقل وقطع الغيار والآليات والمعدات الميكانيكية.
كما "تعتبر مدينة دبي الصناعية مثالاً على التطور الذي يشهده القطاع الصناعي في الدولة، حيث شهدت كل من مناطق الأغذية والمشروبات والكيماويات والمعادن الأساسية في المدينة معدل نمو وصل إلى 10% خلال عام 2011.
واستقطبت مدينة دبي الصناعية 212 شركة جديدة خلال عام 2012، ما يرفع نسبة النمو في الشركات الجديدة التي اختارت استخدام العقارات الصناعية والمرافق المختلفة في المدينة التي تعتبر الوجهة الصناعية الرائدة في إمارة دبي إلى 82%، بالمقارنة مع عام 2011. حيث ارتفع عدد هذه الشركات من 259 إلى 471 شركة جديدة خلال عام واحد.

### منطقة جبل علي الصناعية
تقسم المنطقة إلى ثلاثة أجزاء، كما تحتضن المنطقة الحرة في جبل علي، وتعد موطنًا لأكثر من 9,500 شركة عالمية توفر فرص عمل لعدد كبير من الأفراد حول العالم، حيث شُيّد فيها الكثير من المستودعات والوحدات الصناعية والمتاجر، إلى جانب مساكن خاصة للعمال.

### مجمع الصناعات الوطنية
مجمع الصناعات الوطنية هو مجمع صناعي يضم  أكثر من 300 شركة تدير منشآتها ومكاتبها وإداراتها منه

## نظام القطاع الصناعي
يعتبر القطاع الصناعي في الإمارات نظاما متكاملا لا يمكن أن يعمل بفعالية وكفاءة دون توفر كافة العناصر الأساسية اللازمة من حيث البنية التحتية والطرق والمدن العمالية ومجمعات المكاتب الحديثة والطاقة وغيرها من المتطلبات الصناعية. ولذلك بنيت المدن الصناعية في الدولة لتكون الوجهة الأمثل من حيث توافر جميع هذه العناصر في مكان واحد لخدمة المستثمرين في القطاع الصناعي.
وتعتبر الاستثمارات الصناعية من أهم المؤشرات على توسع القطاع الصناعي في الدولة وجاذبيته للصناعيين والمستثمرين.
فقد ارتفع إجمالي المال المستثمر في المنشآت الصناعية القائمة في الدولة ما بين عامي 2004 و2010 من نحو 63 مليار درهم في العام 2004 إلى نحو 110.2 مليارات درهم عام 2010 بزيادة قدرها نحو 47.2 مليار درهم وبمتوسط نمو سنوي يقدر بنحو 77ر9%.
وصاحب الارتفاع في المال المستثمر زيادة في أعداد الأيدي العاملة في المنشآت الصناعية خلال نفس الفترة وبمقدار 3ر175 ألف عامل حيث بلغ عدد العمال 7ر206 آلاف عامل في العام 2004 ليصل إلى نحو 382 ألفا في العام 2010 بنسبة زيادة 85% وبمتوسط نمو سنوي يقدر بنحو 78ر10%.
ويتوقع أن يصل إجمالي رأس المال المستثمر في قطاع الصناعات التحويلية إلى نحو 7ر162 مليار درهم في نهاية العام المالي 2017 مقابل نحو 2ر110 مليارات درهم في العام 2010 وبزيادة قدرها نحو 5ر52 مليار درهم وبنسبة 48%.
كما يتوقع زيادة عدد المنشآت الصناعية إلى نحو 142ر 7 منشأه في نهاية العام 2017 وذلك بالمقارنة مع 960ر4 منشأه في العام 2010 وبزيادة قدرها نحو 182ر2 أي ما نسبته 44%. أما بالنسبة للأيدي العاملة فيتوقع وصول أعدادها إلى 556ر 580 عاملا في نهاية العام 2017 بزيادة قدرها نحو 539ر 198 عاملا. وذلك بالمقارنة مع 012ر 382عاملا في العام 2010 وبنسبة زيادة قدرها 52%.

## تسريع النمو
قامت دائرة التنمية الاقتصادية في أبوظبي بهدف تسريع وتيرة الإنتاج الصناعي في الإمارة بصياغة الاستراتيجية الصناعية 2011-2015 لإمارة أبوظبي التي تهدف إلى بناء قطاع صناعي فعال ومنافس يساهم إسهاماً كبيراً في الناتج المحلي الإجمالي للإمارة..
وتسعى الاستراتيجية إلى تطوير حلول طويلة الأجل لحل العديد من التحديات التي يواجهها القطاع الصناعي في الإمارة وفي مقدمتها المنافسة والتمويل والوصول إلى الأسواق الأجنبية ودعم الصادرات وتوفير الخدمات المصاحبة للتصدير.
كما تركز الاستراتيجية على إقامة مجمعات صناعية متطورة في أبوظبي لدفع عملية التنويع الاقتصادي إلى الأمام وترجمتها إلى مشاريع ذات جدوى ومردود اقتصادي مثل صناعة البتروكيماويات ومواد البناء والصناعات الكيميائية والصناعات المعدنية والصناعات الغذائية وخدمات النفط والغاز والنقليات. الاستثمار في القطاع الصناعي:
وتعود أهمية الاستثمار في القطاع الصناعي في إمارة أبوظبي إلى عوامل: الموقع الجغرافي الاستراتيجي والبنى التحتية الحديثة وتعدد شبكات وأنواع وسائل النقل والاستقرار السياسي وإعفاء المنتجات المصنعة داخل المناطق الصناعية من ضريبة التصدير إلى دول مجلس التعاون الخليجي.

## استراتيجية مصرف الإمارات للتنمية
رصد مصرف الإمارات للتنمية محفظة مالية بقيمة 30 مليار درهم، على مدار خمس سنوات، خصصها لدعم عدة قطاعات صناعية، والمساهمة في تمويل ودعم أكثر من 13,500 شركة صغيرة ومتوسطة وكبيرة، وخلق 25 ألف وظيفة.

## مشروع 300 مليار، الاستراتيجية الوطنية للصناعة والتكنولوجيا المتقدمة
يعدمشروع 300 مليار الخطة الأكبر والأشمل لتطوير القطاع الصناعي في الدولة، وتعزيز مساهمته في تحفيز الاقتصاد الوطني. ويأتي اسمها من هدفها النهائي في رفع مساهمة القطاع الصناعي في الناتج المحلي الإجمالي من 133 مليار درهم حالياً إلى 300 مليار درهم بحلول عام 2031. ويهدف المشروع إلى تهيئة بيئة الأعمال المناسبة للمستثمرين في القطاع الصناعي ودعم نمو الصناعات الوطنية وتعزيز تنافسيتهاو تحفيز الابتكار، وتبني التكنولوجيا المتقدمة وضمان تقديم كافة الخدمات الإدارية وفق معايير الجودة والكفاءة والشفافية.

## أهم البرامج والمبادرات الخاصة بالقطاع الصناعي في الإمارات
- (برنامج وحوافز الصناعة 4.0 في الإمارت) الذي تم اطلاقه في العام 2021 بهدف رفع تنافسية القطاع الصناعي في دولة الإمارات وتعزيز استدامته وقدرته الانتاجية وجودة انتاجه لمواكبة حركة الصناعة العالمية وتوجهاتها التكنولوجية، ويهدف البرنامج إلى تسريع دمج حلول وتطبيقات الثورة الصناعية الرابعة (4ir) في القطاع الصناعي في الإمارات وزيادة انتاجيته.[28]
- (برنامج المحتوى الوطني) برنامج وطني أطلق كجزء من "مشاريع الخمسين" لدولة الإمارات ويهدف إلى تحقيق الفائدة الاقتصادية من خلال إعادة توجيه مصروفات المشتريات الحكومية والشركات الوطنية الإماراتية إلى الاقتصاد الإماراتي عبر قطاعي الصناعة والخدمات ويشمل البرنامج إجمالي المبالغ التي تنفق داخل الدولة على تكاليف التصنيع من منتجات وخدمات محلية، كما يهدف البرنامج إلى تعزيز استقطاب المواهب والمستثمرين ودعم جهود تحقيق الاكتفاء الذاتي من المنتجات الحيوية وذات الأولوية.[29]
- (نظام الحلال الإماراتي) اعتمدت وزارة الصناعة والتكنولوجيا المتقدمة في دولة الإمارات شعاراً لأول علامة وطنية للحلال على المستوى الإقليمي، ووفقاً لقرار مجلس الوزراء الإماراتي رقم 10 لسنة 2014 يتوجب على المنشآت الحصول على شهادة الحلال لمنتجاتها النهائية والمواد الخام المدرجة في الإنتاج وتحقيق المتطلبات والمواصفات المعتمدة للحلال، وتشهد علامة حلال ثقة عالمية كونها تطبق أعلى المواصفات والأنظمة واللوائح الإماراتية في صناعة الحلال.[30]
- (اصنع في الإمارات)

- (مؤشر التحول التكنولوجي الصناعي )

أطلق مؤشر التحول التكنولوجي الصناعي في عام 2023ليتم من خلاله تقييم وتطوير خريطة طريق للتحول التكنولوجي لـ153 شركة، وقد أدى إلى زيادة تطبيق ممارسات الاستدامة في الشركات الصناعية لتصل نسبة الشركات المطبقة إلى 70%،وتم استحداث 360 وظيفة عالية التقنية فيما قدرت القيمة الاستثمارية في التكنولوجيا في الشركات التي تم تقييمها بـ 600 مليون درهم.
- (برنامج مُصنّعين)

يهدف برنامج "مُصنّعين" إلى تأهيل وتدريب الكوادر الوطنية وتمكينها من شغل وظائف في القطاع الصناعي واستحداث فرص عمل نوعية ومتخصصة في قطاع الصناعة والتكنولوجيا المتقدمة.